# (16982) Tsinghua
(16982) Tsinghua est un astéroïde de la ceinture principale.

## Description
(16982) Tsinghua est un astéroïde de la ceinture principale. Il fut découvert le 10 janvier 1999 à la station de Xinglong par le programme Beijing Schmidt CCD Asteroid Program. Il présente une orbite caractérisée par un demi-grand axe de 2,18 UA, une excentricité de 0,10 et une inclinaison de 6,0° par rapport à l'écliptique.

## Compléments